# Kamren Larsen
Pour les articles homonymes, voir Larsen.
Kamren Larsen, né le 28 octobre 1999 à Bakersfield (Californie), est un coureur cycliste américain, spécialiste du BMX. 

## Biographie
Larsen est originaire de Bakersfield en Californie. Il pratique le BMX depuis l'âge de 5 ans. En plus de sa carrière sportive, il étudie l'Économie d'entreprise à l'Université du Grand Canyon. 
Il termine à la deuxième place du championnat des États-Unis de BMX en 2021 et 2022. En 2023, il devient champion panaméricain  et enchaîne avec une victoire aux Jeux panaméricains,.
En mars 2024, il devient champion des États-Unis de BMX. En avril, il monte pour la première fois sur le podium d'une manche de Coupe du monde, en prenant la troisième place à Tulsa.

## Palmarès

### Championnats du monde
- Rock Hill 2017
  - 10e du BMX juniors

### Coupe du monde
- 2018 : 58e du classement général
- 2019 : 57e du classement général
- 2024 : 4e du classement général

### Jeux panaméricains
- Santiago 2023
  -  Médaillé d'or du BMX

### Championnats panaméricains
- Riobamba 2023
  -  Champion panaméricain de BMX

### Championnats nationaux
- 2024
  -  Champion des États-Unis de BMX